# Jame Longmen
Jame Longmen (poenostavljeno kitajsko: 龙门; tradicionalno kitajsko: 龍門 石窟; pinjin: Lóngmén Shíkū; dob.: 'Jame Zmajevih vrat') so med najlepšimi primeri kitajske budistične umetnosti. V njih je deset tisoč kipov Bude Šakjamunija in njegovih učencev, ki se nahajajo 12 kilometrov južno od današnjega mesta Luojang v provinci Henan v Kitajski. Podobe, mnoge nekoč poslikane, so bile izklesane kot zunanji skalni reliefi in znotraj umetnih jam, izkopanih iz apnenčastih pečinah Šiangšan (香山) in Longmenšan, ki potekajo proti vzhodu in zahodu. Reka Ji (kitajsko: 伊 河) teče med njimi proti severu, območje se je včasih imenovalo Jičue (伊阙; 'Vrata reke Ji'). Alternativno ime Jame Zmajevih vrat izhaja iz podobnosti obeh gričev, ki usmerjata tok reke Ji do tipičnih 'stolpov kitajskih vrat', ki so nekoč označevala vhod v Luojang z juga.
V 2345 jamah je kar 100.000 kipov, visokih od 25 mm do 17 m. Območje vsebuje tudi skoraj 2500 stel in napisov, od tod tudi ime Gozd starodavnih stel in več kot šestdeset budističnih pagod. Jame so bile v slikovitem naravnem okolju izkopane na dolžini 1 km pečine. 30 % izvira iz obdobja Severni Wei in 60 % iz dinastije Tang, jame iz drugih obdobij predstavljajo manj kot 10 % vseh. Začenši z dinastijo Severni Wei leta 493 pokrovitelji in donatorji so bili cesarji, Wu Zetian, člani kraljeve družine, druge bogate družine, generali in verske skupine.
Leta 2000 je bilo mesto na Unescovem seznamu svetovne dediščine uvrščeno kot »izjemna manifestacija človeške umetniške ustvarjalnosti« zaradi njegove popolnosti umetniške oblike in vključitve kulturne dovršenosti Tang Kitajske.

## Geografija
Ta kompleks je ena izmed treh opaznih pečin na Kitajskem. Drugi dve jami sta jame Jungang v bližini mesta Datong v provinci Šanši in jame Mogao v bližini mesta Dunhuang v provinci Gansu. Dolina, ki jo tvori reka Ji, zaprta z dvema hriboma Šiangšan (na vzhodu) in Longmenšan (na zahodu), ima strma pobočja na zahodnem in vzhodnem pobočju vzdolž reke. Ji teče severno in je pritok reke Luo. Pečine nastanejo na 1 km odseka te reke in so bile vklesane na obeh bregovih v apnenčastih formacijah, ki ustvarjajo Longmenske jame. Večina dela je bila opravljena na zahodnem bregu, medtem ko so jame na vzhodnem bregu služile kot rezidenca velikim skupinam menihov.
V približno 1400 jamah je 100.000 kipov, od katerih so nekateri visoki le 25 mm, medtem ko je največji kip Bude visok 17 m. Obstaja tudi približno 2500 stel in 60 pagod. Jame so na obeh straneh reke Ji. Petdeset velikih in srednje velikih jam je videti na zahodnih pečinah, za katere so zaslužne dinastije Sever, Sui in Tang, medtem ko so bile jame na vzhodni pečini v celoti izklesane v času dinastije Tang. Množica jam, skulptur in pagod upodablja določen 'napredek v slogu', pri čemer so bile zgodnje jame preproste in dobro oblikovane z rezbarijami kipov Bude in religioznih ljudi. Sprememba sloga je bolj izrazita v obdobjih dinastije Tang, ki so »bolj zapletene in vključujejo tudi ženske in dvorne figure«. Jame so bile zaporedno oštevilčene od severa proti jugu vzdolž zahodnega brega reke Ji. Vhod v jame je s severnega konca.

## Zgodovina

### Zgodnja zgodovina
Najzgodnejša zgodovina nastanka Jam Longmen sega v čas vladavine cesarja Šjaovena iz dinastije Severni Wei, ko je svojo prestolnico iz Dàtónga preselil v Luojang; simbolično vrednost Luojanga nosi dejstvo, da je bil za 13 dinastij zgodovinska prestolnica. Jame so bile izkopavane in izklesane z budističnimi predmeti v obdobju od leta 493 do 1127 n. št. v štirih različnih fazah. Prva faza se je začela z dinastijo Severni Wei (493–534). V drugi fazi so se jame počasi razvijale, saj je prišlo do prekinitev zaradi prepirov v regiji, med letoma 524 in 626, v času vladavine dinastije Sui (581–618) in zgodnjega dela dinastije Tang (618–907). Tretja faza je bila v času vladavine dinastije Tang, ko je cvetel kitajski budizem in se je od 626 do sredine 8. stoletja širilo število jam in rezbarij. Zadnja faza, četrta, je bila iz poznejšega dela dinastične vladavine Tang, ki se je razširila na vladavino severne dinastije Song, in je zaznamovala upad ustvarjanja jam. Končalo se je zaradi medsebojne vojne med dinastijama Jin in Juan.
Gujangdong ali tempelj Šiku, pripisan cesarju Šjaovenu, je bil prvi jamski tempelj, zgrajen v središču južnega nadstropja zahodnega hriba. Cesar Severnega Wei Šuanvu je sledil tej dejavnosti in izkopal še tri jame, dve v spomin na svojega očeta, cesarja Šjaovena in eno v spomin na svojo mater; vse tri jame so združene pod naslovom Tri jame Binjang (Binjangsandong), ki jih je cesar zgradil v 24-letnem obdobju. V tem obdobju je bilo zgrajenih več kot 30 zdaj videnih jam.
Leta 527 so dokončali jamo Huangfugong ali Šikusi, glavno jamo. Je dobro ohranjena in se nahaja južno od zahodnega hriba.
Leta 675 je bila v času vladavine dinastije Tang dokončana jama Fengšiansi v južnem nadstropju zahodnega hriba. To je zaznamovalo tretjo fazo ustvarjanja in vrhunsko obdobje ustvarjanja jam. Ocenjuje se, da je 60 % jam, ki so jih videli v Longmenu, nastalo v tem obdobju od leta 626 do 755. V tem obdobju so bili poleg jam, v katerih so bili kipi Bude različnih velikosti, zgrajeni tudi nekateri budistični templji na odprtih prostorih s slikovitimi lastnostmi v istem kompleksu. Vendar pa so ti zdaj večinoma v ruševinah. V tej fazi sta cesar Gaozong in cesarica Wu Zetian prispevala k okrepitvi dejavnosti, ko sta vladala iz Lujonga.

### Kasnejša zgodovina
V obdobju od 1368 do 1912, ko sta na Kitajskem vladali dve dinastiji, in sicer dinastija Ming od 1368 do 1644, in dinastija Čing od 1644 do 1912, je prišlo do kulturne oživitve in Jame Longmen so dobile priznanje tako na nacionalni kot na mednarodni ravni.
Med drugo kitajsko-japonsko vojno so Japonci lokacijo izropali in veliko kipov odnesli na Japonsko. Mnogo teh relikvij je danes v japonskih muzejih.
V 1940-ih se je zgodil vandalizem, ki je bil posledica političnih nemirov. Z ustanovitvijo Ljudske republike Kitajske leta 1949 so jame razglašene za zaščitene in jih ohranjajo. Kitajska ustava je v skladu s členom 22, ki med drugim predvideva tudi zaščito območij naravne dediščine, nadalje opredelila zaščito v različnih pravnih instrumentih, sprejetih za zaščito in ohranjanje te kulturne dediščine Kitajske.
Longmen Relics Care Agency  je bila ustanovljena leta 1953 pod ministrstvom za kulturo. Novoustanovljeni urad za upravljanje in ohranjanje kulturnih relikvij Jam Longmen je leta 1954 opravil popis lokacij. Državni svet je leta 1961 Jame Longmen razglasil za nacionalni kulturni spomenik, ki ga je treba posebej zaščititi. Leta 1982 je bil razglašen za eno prvih skupin slikovitih con, ki so bile zaščitene na državni ravni. Urad za upravljanje in ohranjanje se je leta 1990 preimenoval v Raziskovalni inštitut Longmen Grottoes; in ljudska vlada mesta Luojang je postala odgovorna za upravljanje spomenikov dediščine. Vladajoča organizacija se je leta 2002 preimenovala v Raziskovalno akademijo Longmen Grottoes.
V obdobju vojskujočih se držav je general Bai Či iz Čina nekoč na tem mestu premagal zavezniške sile Han in Wei. Lokacija je bila v več zgodovinskih obdobjih izpostavljena pomembnemu vandalizmu. Glavne predmete so zahodni zbiratelji in lovci na spominke odstranili v začetku 20. stoletja. Med kulturno revolucijo so bile uničene tudi glave številnih kipov. Poročali naj bi, da sta dve stenski poslikavi iz pečin razstavljeni v Metropolitanskem muzeju umetnosti v New Yorku in Nelson-Atkins muzeju umetnosti v Kansas Cityju v Missouriju.

## Jame
Obstaja več glavnih pečin z opaznimi prikazi budističnih skulptur in kaligrafskih napisov.  Nekatere glavne jame in leto, ko so se v njih začela dela, vključujejo: Gujang-dong (493), Binjang-dong (505), Lianhua-dong (520-ih), Weizi-dong (522), Šiku-si (520-ih), Weizi-dong (520-ih), Šisku (520-ih), Jaofang-dong (570), Džaifu-dong (približno 636), Huidžian-dong (630-ih), Fahua-dong (650-ih), Fengšian-si (672), Wanfo-si (670-680-ih), Džinan-dong (684), Gandžing-si (684) in Leigutai-dong (684). Jame Gujang, Binjang in Lianhua so v obliki podkve. 

### Gujangdong
Gujangdong ali jama Gujang ali jama Staro Sonce je zapisana kot najstarejša jama Longmenu z rezbarijami v slogu severne Wei. Je tudi največja jama, ki se nahaja v osrednjem delu zahodnega hriba. Izrezljana je bila po ukazu cesarja Šiaovena. Najzgodnejša rezbarija v tej apnenčasti jami je danes datirana leta 478 našega štetja, v obdobju, ko naj bi cesar Šiaoven svojo prestolnico selil iz Datonga v Luojang. Budistični kipi v nišah te jame so zelo dobro oblikovani. Tukaj najdemo tudi 600 napisov v lepi kaligrafiji spisov v slogu severne Wei. Številne skulpture v jami so prispevali kraljevi člani; verske skupine so to dejavnost podprle. Jama ima tri zelo velike podobe - osrednja slika je Šakjamuni Buda z Bodhisatvami na obeh straneh. Značilnosti slik kažejo na slog severne Wei, navadno vitke in shujšane postave. Na stenah in v nišah znotraj jame je približno 800 napisov, največ v kateri koli jami na Kitajskem. Na severni in južni steni jame sta dve vrsti niš, v katerih je zelo veliko podob; umetniki so zabeležili svoja imena, datume in razloge za njihovo rezbarjenje.

### Binjang
Binjang ima tri jame, Severno Binjang, Srednjo Binjang in Južno Binjang, med katerimi je najbolj vidna Srednja Binjang.
Binjangdžongdong
Binjangdžongdong (kitajsko: 宾阳 中 洞) ali Srednja jama Binjang, je vklesana v slogu Datang na zahodnem hribu, v severnem nadstropju. Zgradil jo je cesar Šuanvun v spomin na svojega očeta Šiaovena in tudi svojo mater. Rečeno je, da ga je v obdobju od 500 do 523 ustvarilo 800.000 delavcev. V glavnem zidu te jame je izrezljanih pet zelo velikih budističnih kipov, ki so vsi izklesani v slogu severnega Weia. Osrednji kip je Šakjamuni Bude s štirimi podobami Bodhisatev. Dve stranski steni imata tudi podobe Bude, ki jih spremlja Bodhisatva. Bude, razporejene v tri skupine v jami, so predstavniki Bud iz preteklosti, sedanjosti in prihodnosti. Nadstrešek v strehi je zasnovan kot lotosov cvet. Obstajala sta dva velika reliefa cesarskih procesij, med katerimi sta bila cesarstvo Šiaoven, cesarica vdova Vendžao in cesarjevi pokojni starši. Reliefi so bili v celoti ukradeni sredi 1930-ih. Cesarska povorka je zdaj v Metropolitanskem muzeju umetnosti v New Yorku, dve tretjini cesarice pa v umetniškem muzeju Nelson-Atkins v Kansas Cityju. Medtem ko je nekaj kipov izklesanih z »dolgimi potezami, tankimi obrazi, ogrinjali z ribjim repom in sledovi grškega vpliva«, so drugi v naravnem slogu iz obdobja Tang in močno grajeni. 
Binjangnandong
Binjangnandong (宾阳 南 洞) ali južna jama Binjang ima pet zelo velikih podob, ki jih je vklesal Li Tai, četrti sin cesarja Taizonga iz Tang, prvega cesarja dinastije Tang. Naredil jih je leta 641 našega štetja v spomin na svojo mater cesarico Džangsun. Osrednja podoba v mirnem videzu je slika Amitabhe Bude, ki sedi na podstavku, obkroženem z Bodhisatvasami, prav tako mirno v mešanici slogov severne Wei in dinastije Tang.

### Fengšian
Jama Fengšian ali Feng Šian Si (奉先 寺) ali Li Dži je jama prednikov, ki je največja od vseh jam, izklesanih na zahodnem hribu, zgrajena med 672 in 676 za cesarico Wu Zetian. Trdi se, da so rezbarije vrhunska arhitekturna dovršenost dinastije Tang. Svetišče znotraj jame meri 39 m x 35 m. Na njej je največji kip Bude v Jamah Longmen. Od devetih ogromnih izrezljanih kipov je na zadnji steni Fengšiana izklesana nadvse impresivna podoba Vairocana (nebeškega) Bude. Podoba je visoka 17,14 m in ima 2 m dolga ušesa. Napis na dnu prikazuje letnico 676 kot leto rezbarjenja. Bodhisatva na levi strani glavne podobe Bude je okrašen s krono in biseri. Prikazana je tudi božanska oseba, ki tepta hudobnega duha. Glavne značilnosti podobe Vairocane so debele in mirnega ter naravnega izraza. Vsak drug velik kip je izklesan z izrazi, ki ustrezajo njihovim reprezentativnim vlogam. Izrezljani so bili po naročilu carice Wu Zetian in veljajo za edinstvene predstavnike »živahnega, elegantnega in realističnega sloga dinastije Tang«. Ogromen kip Vairocana velja za »kvintesenco budističnega kiparstva na Kitajskem«.
Kip Vairocana na svoji bazi vsebuje tudi imena obrtnikov, ki so tu delali, ime cesarja Gaozonga, ki je bil darovalec, in tudi čast Wu Zetian. Rečeno je, da je Wu Zetian za dokončanje te stavbe podarila »dvajset tisoč nizov svojega rumenega in praškastega denarja«. Zato se domneva, da je bil Vairocana Buda izrezljan tako, da spominja na cesarico in imenovan »kitajska Mona Lisa, Venera ali kot Kitajska mati«. Vse podobe tukaj, ki so ostale nepoškodovane, projicirajo značaj in animacijo. Kipa Kasjape in Anande, dveh glavnih učencev Vairocane, in dveh Bodhisatev s kronami obkrožata glavni kip, poleg številnih podob lokapale (skrbniki ali nebeški kralji), dvarapala (tempeljske straže), leteče deve in številni drugi figure.

### Druge
Huangfugong
Huangfugong ali Šikusi, tristenska jama s tremi nišami, leži južno od zahodnega hriba in je bila izklesana leta 527. Dokončana je bila v enem delu kot ena enota in je zelo dobro ohranjena. Na prekladi je vklesanih sedem Bud, ki dajejo videz lesenega zaključka. V glavni dvorani je videti sedem zelo velikih podob, podobo Bude spremljata dve Bodhisatve in dva učenca. V nišah jame so tudi podobe budističnih skupin. V strehi je vklesan zelo velik dizajn lotosovega cveta, ki ga obdaja osem glasbenih apsar (vodnih duhov ali nimf). Ustvaril jih je Huangfu Du, stric cesarice matere Hu.
Wan-fo-dung
Wan-fo-dung ('Jama deset tisoč Bud' 万佛 洞) ali Jung-lung-tung  so leta 680 zgradili Gaozong in Wu Zetian. V njem je 15.000 Bud, izklesanih v majhnih nišah, ki se med seboj razlikujejo, najmanjši Buda pa je v višino 2 centimetra. 
Jaofangdong
Jaofangdong (药方 洞) ('Jama receptov') ima majhne napise  s 140 zdravniškimi recepti za širok spekter zdravstvenih težav, od prehlada do norosti. Ti so vidno vklesani tik ob vhodu na obeh stenah. Te rezbarije so datirane iz obdobja poznega severnega Wei do zgodnje dinastije Tang.
Čjanšisi
Po sodobnih betonskih stopnicah do pečine je Čjanšisi ali Jama templja skritega toka velika jama na severnem robu zahodnega hriba. Narejena je bila v času vladavine Gaozonga (653–80) in ima kip ogromnega sedečega, zgodnjega Tang Bude (Amitabha Buda), ob katerem stojijo kipi Bodhisatev Avalokitešvara in Mahasthamaprapta. Kipi so izrezljani s prefinjenim izrazom, značilnim za slog Tang. Mogoče ga je sponzorirala Nanping princesa, namenjena pa je bila Gaozong, njenemu nedavno preminulemu očetu.
Lianhua
Lianhua ali Jama lotosovega sveta (莲花洞) iz leta 527 spada v obdobje severne Wei. Jama ima na stropu velik lotosov cvet, vklesan v visokem reliefu. V južno steno je vklesanih več majhnih Bud. Videti je tudi svetišči v južni in severni steni v nišah. [5]
Laolong
Laolong ali Stara zmajeva jama (老 龙洞), ustvarjena v obdobju dinastije Tang, poimenovana po Stari zmajevi palači, ima veliko niš, ki so bile datirane v čas vladavine Gaozonga.

## Templji
Pri Jamah Longmen obstaja več templjev. Med pomembnimi so tempelj Šiangšan, vrtni tempelj Bai in grobnica Bai Džuji. Drugi so tempelj Tongle, ki so ga začeli graditi pod  cesarjem Mingjuanom; Templja Lingjan in Huguo, pod vodstvom cesarja Wenčenga; Tempelj Tiangong pod Šiaovenom in tempelj Čongfu pod Čianerjem.

### Tempelj Šiangšan
Tempelj Šiangšan je eden najstarejših od desetih templjev v Longmenu. Stoji v srednjem delu vzhodnega hriba. Ime Xiangshan izhaja iz imena začimb Xiangge, ki jih pogosto najdemo na teh pobočjih. Obnovljen je bil nekaj časa leta 1707, v času vladavine dinastije Čing, po vzoru starega templja, ki je tam obstajal. Uprava Jam Longmen je leta 2002 tempelj razširila z dodatkom »Zvonika, Bobnastega stolpa, Krilne sobe, Dvorane Mahavire in Dvorane devetih oseb, Osemnajstih arhatov,  Čjang Kajšekove in Soong Mei-lingine vile«. Novi dodatki so vključevali lesene tlake, sestavljeni zid in nova vrata z južnega konca templja.

### Vrtni tempelj Bai
Vrtni tempelj Bai je na vrhu Pipa, severno od vzhodnega hriba (hrib Šiangšan). Leta 1709 ga je ponovno zgradil Tang Jouzeng iz dinastije Čing. Tempelj je obdan z gostim rastlinjem borovcev in cipres.

### Grobnica Bai Džujija
Grobnica Bai Džujija na vzhodnem bregu je grobnica znanega pesnika iz obdobja dinastije Tang, ki je v poznih letih živel v Luojangu. Grobnica je na vrhu hriba. Do nje se pride po zahodnem bregu po prečkanju mostu čez reko Ji. Grobnica je krožna zemeljska gomila višine 4 metre z obsegom 52 metrov. Grobnica je visoka 2,80 metra, na njej pa je pesnikovo ime zapisano kot Bai Juyi.

## Zaščita in obnova
Eden največjih dosežkov v tej smeri je priznanje, ki ga je podelil UNESCO z vpisom jam Longmen na seznam svetovne dediščine, po ustrezni oceni v določenem obdobju. Priznanje temelji na kriterijih (i), (ii) in (iii): »Kriterij (i), skulpture Jam Longmen so izjemna manifestacija človeške umetniške ustvarjalnosti; kriterij (ii) Jame Longmen ponazarjajo popolnost že dolgo uveljavljene umetniške oblike, ki naj bi igrala zelo pomembno vlogo pri kulturnem razvoju te azijske regije; in kriterij (iii), visoka kulturna raven in prefinjena družba dinastije Tang na Kitajskem je vključena v izjemne kamnite rezbarije Jam Longmen.« To tudi zahteva od kitajske vlade, da sprejme ustrezne ukrepe za ohranitev spomenika v njegovem dediščinskem statusu v skladu s smernicami, ki se občasno izdajajo po pogostih pregledih območja.
Jame Longmen so si že leta 1951 prizadevale za številna usklajena prizadevanja za identifikacijo, razmejitev, načrtovanje in izvedbo obnovitvenih del. Za začetek je bila v bližini pečin ustanovljena postaja za spremljanje vremena, da bi ocenili okoljske razmere, ki prevladujejo na tem območju in načrtovali ustrezne obnovitvene ukrepe. Sledila so intenzivna obnovitvena dela, sprva v obliki krepitve kamnitih podlag, da bi zaustavili iztekanje vode s streh in stranic jame. Poraščeno rastlinje s koreninami je bilo očiščeno. Dostop do jam je bil na novo nameščen v obliki ograj, pešpoti in sprehajalnih poti s stopnicami. Vsa prizadevanja kitajske vlade v zadnjih skoraj šestih desetletjih so zagotovila, da so jame ohranjene v precej predstavljivem stanju ohranjenosti. Vse to je bilo doseženo z integriranim delovanjem treh institucij in sicer: Kitajske institucije za zaščito kulturnih relikvij, ki je zagotovila strokovne znanstvene prispevke, Kitajske univerze za geoznanosti in Agencije za oskrbo kulturnih relikvij Longmen. Sredstva za študije in restavratorska dela so predvidena v skladu s spremenjenimi petletnimi in desetletnimi načrti, ki jih je leta 1999 odobrila ljudska vlada mesta Luoyang.